# Orthophytum eddie-estevesii
Orthophytum eddie-estevesii är en gräsväxtart som beskrevs av Elton Martinez Carvalho Leme. Orthophytum eddie-estevesii ingår i släktet Orthophytum och familjen Bromeliaceae. Inga underarter finns listade i Catalogue of Life.